# Estación de Valls
Valls es una estación de ferrocarril situada en el municipio español homónimo, en la provincia de Tarragona, comunidad autónoma de Cataluña. Cuenta con servicios de media distancia operados por Renfe.

## Situación ferroviaria
Se encuentra ubicada en el punto kilométrico 6,116 de la línea férrea de ancho ibérico que une Madrid con Barcelona a 231,2 metros de altitud, entre las estaciones de La Plana-Picamoixons y de Nulles-Brafim. El kilometraje de la línea sufre varios reinicios (en Zaragoza, Lérida y La Plana-Picamoixons) al basarse en antiguos trazados que unidos dan lugar a la línea entre Madrid y Barcelona.

## Historia
El ferrocarril llegó a Valls desde el este, el 31 de enero de 1883 con la apertura del tramo Valls-Calafell de la línea que pretendía unir Barcelona con Valls aunque finalmente se prolongó hasta Picamoixons. Para la construcción de esta línea férrea se creó en 1878 la Compañía del Ferrocarril de Valls a Villanueva y Barcelona. En 1881, la titular de la concesión cambió su nombre a compañía de los Ferrocarriles Directos de Madrid y Zaragoza a Barcelona persiguiendo con ello retos mayores que finalmente no logró alcanzar ya que acabó absorbida por la Compañía de los ferrocarriles de Tarragona a Barcelona y Francia o TBF en 1886. Esta a su vez acabó en manos de la gran rival de Norte, MZA, en 1898. MZA mantuvo la gestión de la estación hasta que en 1941 se produjo la nacionalización del ferrocarril en España y todas las compañías existentes pasaron a integrarse en la recién creada RENFE. 
Desde el 31 de diciembre de 2004 Renfe Operadora explota la línea mientras que Adif es la titular de las instalaciones ferroviarias.

## La estación
Situada al norte del centro urbano la estación de Valls sorprende por sus importantes dimensiones. Está formada por un bloque central de tres alturas y dos bloques laterales divididos en dos partes. Todo el conjunto es perfectamente simétrico y es accesible gracias a una pequeña escalinata. Aunque sobrio y clásico en general, sí se aprecian elementos decorativos como frontones, cornisas, molduras y arcos de medio punto en algunos de los vanos del edificio, especialmente en la planta baja. Por su valor arquitectónico, está catalogada como Bien Cultural de Interés Local por la Generalidad de Cataluña. En el andén lateral (vía derivada 2), una amplia marquesina metálica adosada al edificio para viajeros cubre el edificio en toda su extensión. Las instalaciones cuentan con dos andenes, uno lateral (vía derivada 3) y otro central a los que acceden la vía 1 (general) y la vía 3 (derivada). Los cambios de andén se realizan a nivel. Otras dos vías carecen de acceso a andén y se usan con funciones de apartado.
Cuenta con sala de espera, venta de billetes y cafetería. En el exterior existe un aparcamiento habilitado. El horario de la estación es diario, de 7.45h a 20.45h.

## Servicios ferroviarios

### Media Distancia
Los servicios de Media Distancia que ofrece Renfe tienen como principales destinos Barcelona y Lérida. Son los únicos servicios ferroviarios prestados por la estación ya que la apertura de la línea de alta velocidad Madrid-Barcelona ha ido reduciendo el tráfico de largo recorrido hasta hacerlo desaparecer. El talgo Covadonga fue el último tren de esas características con parada en la estación en 2008. 
| Línea MD | Trenes                   | Origen/Destino                       |  | Destino/Origen                                       | Equivalente Rodalies de Catalunya |
| -------- | ------------------------ | ------------------------------------ |  | ---------------------------------------------------- | --------------------------------- |
| 35       | Regional Regional Exprés | Lérida Pirineos La Plana-Picamoixons |  | Barcelona-Estación de Francia San Vicente de Calders |                                   |